# Football americano ai Giochi mondiali 2017
Il football americano ai Giochi mondiali 2017 è stato sport dimostrativo. Gli incontri sono stati dispoutati allo Stadion Olimpijski di Breslavia tra il 22 e il 24 luglio 2017.

## Squadre partecipanti
| Pr. | Squadra           |
| --- | ----------------- |
| 1   | Francia           |
| 2   | Polonia           |
| 3   | Germania          |
| 4   | Stati Uniti USFAF |

## Stadi
Distribuzione degli stadi del torneo di football americano ai Giochi Mondiali 2017
| Breslavia             |
| --------------------- |
| Stadion Olimpijski    |
| 51°07′10″N 17°05′48″E |
| Capacità: 35 000      |
| Altitudine: m s.l.m.  |
|                       |

## Tabellone
|  | Semifinali        | Semifinali        | Semifinali |         |          | Finale            | Finale            | Finale          |  |
|  |                   |                   |            |         |          |                   |                   |                 |  |
|  | Stati Uniti USFAF | Stati Uniti USFAF | 13         |         |          |                   |                   |                 |  |
|  | Stati Uniti USFAF | Stati Uniti USFAF | 13         |         |          |                   |                   |                 |  |
|  | Germania          | Germania          | 14         |         |          |                   |                   |                 |  |
|  | Germania          | Germania          | 14         |         | Germania | Germania          | 6                 |                 |  |
|  |                   |                   |            |         | Germania | Germania          | 6                 |                 |  |
|  |                   |                   | Francia    | Francia | 14       |                   |                   |                 |  |
|  | Polonia           | Polonia           | Francia    | Francia | 14       | 2                 |                   |                 |  |
|  | Polonia           | Polonia           |            |         |          | 2                 |                   |                 |  |
|  | Francia           | Francia           | 28         |         |          | Finale 3º posto   | Finale 3º posto   | Finale 3º posto |  |
|  | Francia           | Francia           | 28         |         |          |                   |                   |                 |  |
|  |                   |                   |            |         |          |                   |                   |                 |  |
|  |                   |                   |            |         |          | Stati Uniti USFAF | Stati Uniti USFAF | 14              |  |
|  |                   |                   |            |         |          | Stati Uniti USFAF | Stati Uniti USFAF | 14              |  |
|  |                   |                   |            |         |          | Polonia           | Polonia           | 7               |  |

## Semifinali
| Breslavia 22 luglio 2017, ore 13:00 Incontro 1 | Stati Uniti | 13 – 14 (0-0 7-7 6-0 0-7) | Germania | Stadion Olimpijski |

| Breslavia 22 luglio 2017, ore 19:00 Incontro 2 | Polonia | 2 – 28 (0-7 2-14 0-7 0-0) | Francia | Stadion Olimpijski |

## Finale per il 3º posto
| Breslavia 24 luglio 2017, ore 13:00 Incontro 3 | Stati Uniti | 14 – 7 (0-0 7-0 0-7 7-0) | Polonia | Stadion Olimpijski |

## Finale
| Breslavia 24 luglio 2017, ore 19:00 Incontro 4 | Germania | 6 – 14 (0-0 6-7 0-0 0-7) | Francia | Stadion Olimpijski |

## Podio
| 2º posto Germania | Medaglia d'oro ai Giochi mondiali 2017 Francia 1º titolo | 3º posto Stati Uniti USFAF |